# Фънк рок
Фънк рок е музикален стил, който комбинира елементи от фънк и рок. Интрументите, които се използват най-често са бас китара, барабани и електрическа китара.

## История
Един от новаторите в този стил е Джими Хендрикс. Сред най-ранните примери е песента му – „Little Miss Lover“ от 1967. В албума му Band of Gypsys и в недовършения си албум също има парчета, които са в този стил. Някои от тях са „Freedom“, „Izabella“ и „Straight Ahead“. Други пионери във фънк рока са британските групи от 70-те – Trapeze предвождани от друг голям майстор в жанра – Глен Хюз, Frank Zappa и американската Funkadelic.
Стилът набира скорост през 80-те години на 20 век. Известни изпълнители са Ред Хот Чили Пепърс, Принс, Джейнс Адикшън, Фишбоун, Примус, Спин Докторс и отново Хюз в соловите си проекти. През 1990 се появява и стилистичното разклонение фънк метъл, сред чиито най-бележити представители са групите Екстрийм и Living Colour.